# Jan-Willem van Woudenberg
Jan-Willem van Woudenberg (Atambua, 16 februari 1948) is een voormalige Nederlandse roeier. Hij vertegenwoordigde Nederland op verschillende grote internationale wedstrijden. Zo nam hij eenmaal deel aan de Olympische Spelen, maar won hierbij geen medaille.
In 1971 nam Van Woudenberg deel aan de Europese kampioenschappen op het onderdeel vier met stuurman. Hierbij eindigde hij op een tiende plaats. Een jaar later maakte hij op 24-jarige leeftijd op hetzelfde onderdeel zijn olympisch debuut op de Olympische Spelen van 1972 in München. Met een tijd van 7.05,83 in de kleine finale eindigde de Nederlands roeiploeg op een zevende plaats overall.
Hij was lid van de Delftsche Studenten Roei Vereeniging ‘Laga’. Hij is de broer van Gert Jan van Woudenberg, die 10e werd bij het roeien op de OS 1976.

## Palmares

### roeien (vier met stuurman)
- 1971: 9e EK - 6.26,77
- 1972: 7e OS - 7.05,83

Wim Grothuis · 
Evert Kroes · 
Jan-Willem van Woudenberg · 
Johan ter Haar · 
Kees de Korver (stuurman)